# Saint-Julien-en-Born
Saint-Julien-en-Born település Franciaországban, Landes megyében. Lakosainak száma 1738 fő (2022. január 1.). Saint-Julien-en-Born Bias, Lit-et-Mixe, Mézos, Mimizan és Uza községekkel határos.

## Népesség
A település népessége az elmúlt években az alábbi módon változott:
| Lakosok száma | 1232 | 1187 | 1285 | 1402 | 1567 | 1589 | 1643 | 1683 | 1687 | 1738 |
|               | 1968 | 1982 | 1990 | 2006 | 2013 | 2015 | 2017 | 2019 | 2020 | 2022 |